# Annie Reich

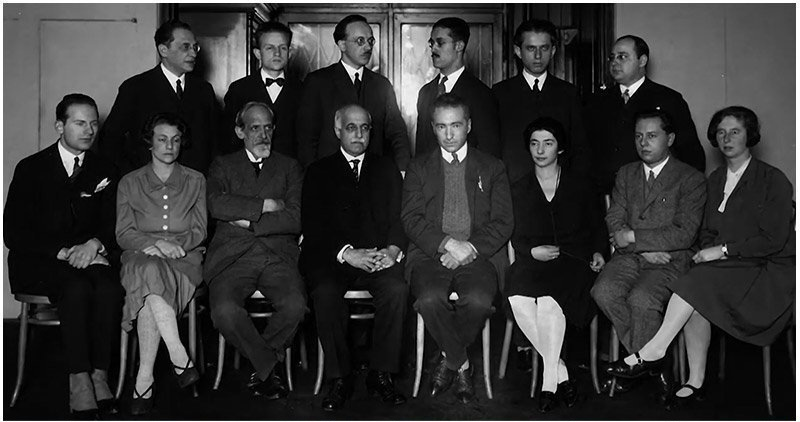
Annie Reich im Wiener Psychoanalytischen Ambulatorium 1922 (sitzend, 1. von rechts).
Foto: Ludwig Gutmann

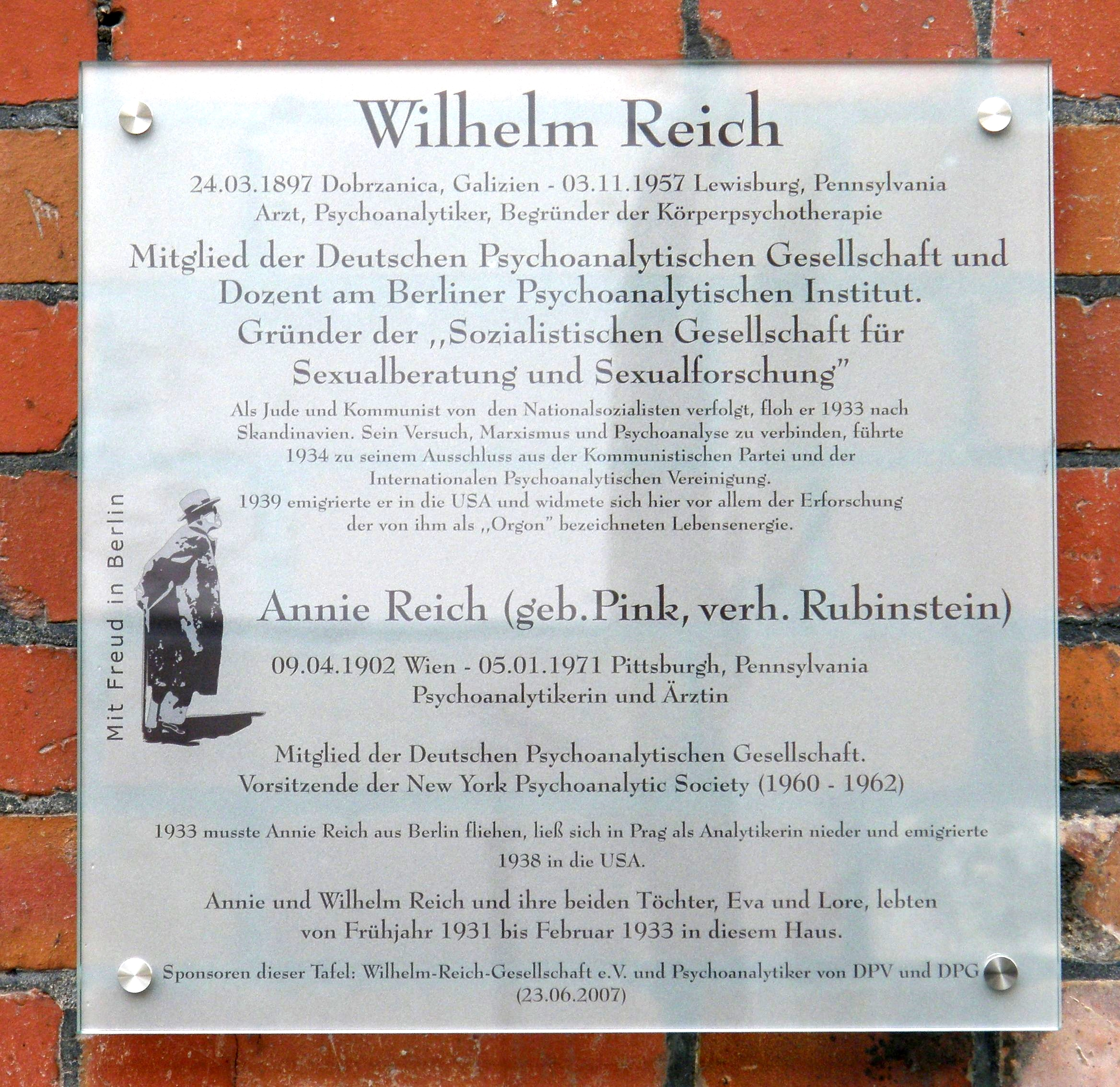
Gedenktafel für Annie und Wilhelm Reich in der Schlangenbader Straße 87 in Berlin, aus der Reihe Mit Freud in Berlin

Annie Reich (auch: Annie Reich-Rubinstein, geboren 9. April 1902 in Wien, Österreich-Ungarn; gestorben 5. Januar 1971 in Pittsburgh Pennsylvania) war eine österreichisch-US-amerikanische Psychoanalytikerin.

## Leben
Annie war die Tochter des wohlhabenden jüdischen Geschäftsmanns Alfred Pink, ihre Mutter Theresa, geb. Singer, war ausgebildete Lehrerin und als Suffragette aktiv. Annie Pink besuchte das Mädchenrealgymnasium in der Wiener Josefstadt und engagierte sich wie ihre Brüder in der sozialistischen Wiener Jugendbewegung, wo sie Berta Bornstein, Siegfried Bernfeld und Otto Fenichel kennenlernte. Sie studierte ab 1921 in Wien Medizin (Promotion 1926) und besuchte Veranstaltungen der Wiener Psychoanalytischen Vereinigung. Eine bei Wilhelm Reich begonnene Analyse wurde abgebrochen, weil beide 1922 die Ehe schlossen (aus der zwei Töchter hervorgingen, Eva (1924–2008) und Lore (1928–2024)). Ihre Analyse setzte sie zunächst bei Hermann Nunberg fort, später als Lehranalyse bei Anna Freud und Frances Deri. 1928 wurde sie ordentliches Mitglied der Wiener Psychoanalytischen Vereinigung.
1928 hatten Marie Frischauf und Wilhelm Reich in Wien die „Sozialistische Gesellschaft für Sexualberatung und Sexualforschung“ gegründet. Annie Reich übernahm neben Anny Angel, Edith Buxbaum und anderen die Leitung einer der sechs kostenlosen Sexualberatungsstellen für Arbeiter. Aus den dort gewonnenen Erfahrungen entstand gemeinsam mit Frischauf die Schrift Ist Abtreibung schädlich?, was im bigotten Bürgertum Empörung auslöste und polizeiliche Durchsuchungen bei den Autorinnen nach sich zog.
1930 ging Annie Reich mit Ehemann und Kindern nach Berlin, wo sie als ao. Mitglied in die Deutschen Psychoanalytischen Gesellschaft aufgenommen wurde. Hier war sie in der Gruppe marxistischer Analytiker um Otto Fenichel politisch aktiv und auch kurzfristig inhaftiert. Sie gehörte später mit Edith Jacobson und Edit Gyömrői zu einer Gruppe von 8 bis 10 Psychoanalytikern, die zwischen 1934 und 1945 mit streng geheimen Rundbriefen, die Fenichel redigierte und versandte, trotz exilbedingter Trennung miteinander in Kontakt blieben.
1933 trennten sich Annie Reich und Wilhelm Reich. Er emigrierte nach Kopenhagen, sie mit den beiden Töchtern nach Prag. Dort lernte sie in der psychoanalytischen Gruppe, die ab 1935 Otto Fenichel leitete, den ehemaligen hochrangigen Geheimagenten der Komintern, der auch Eingeweihten nur unter dem Namen „Genosse Thomas“ bekannt war, kennen. Mit ihm – der als Jakob Reich (1886–1955) in Lemberg geboren wurde, mehrere Pseudonyme benutzte und sich zuletzt Thomas Rubinstein nannte – und den Töchtern ging Annie Reich 1938 in die USA. Während der ehemalige „Genosse Thomas“, insbesondere nach Trotzkis Ermordung 1940 durch Stalins Agenten, im Verborgenen lebte und an einer Geschichte der russischen Revolution arbeitete, hatte Annie Reich in New York City eine analytische Praxis und eine Stelle am Mount Sinai Hospital. Von 1960 bis 1962 war sie Präsidentin des New York Psychoanalytic Institute.
Die Tochter Eva Reich wurde Ärztin, die Tochter Lore Reich Rubin wurde ebenfalls Psychoanalytikerin.

## Schriften (Auswahl)
- Wenn dein Kind dich fragt... Gespräche, Beispiele und Ratschläge zur Sexualerziehung (PDF), Leipzig/Berlin/Wien: Verlag für Sexualpolitik 1932
- mit Marie Frischauf: Ist Abtreibung schädlich?, Münster-Verlag, Wien 1930 DNB
- Das Kreidedreieck, Berlin 1932.
- Psychoanalytic Contributions, International Universities Press, New York 1973